# Wysokie Wrótka
Wysokie Wrótka – położona na wysokości 1847 m n.p.m. przełęcz w grani głównej Tatr Zachodnich w grupie trzech Suchych Czub. Znajduje się pomiędzy Wysoką Suchą Czubą (1876 m) a Goryczkową Czubą (1912 m). Nazwę Wysokie Wrótka podają niektóre źródła, natomiast Władysław Cywiński w swoim przewodniku nazywa ją Wyżnim Kondrackim Karbem.
Jest to skalisto-trawiasta przełączka. W północno-zachodnim kierunku, do polskiej Doliny Suchej Kondrackiej opada z niej stromy żleb o względnej wysokości ok. 100 m. Dołem żleb ten jest skalną rynną, wyżej znajdują się w nim luźne kamienie. Od południowej, słowackiej strony spod przełączki do Doliny Cichej opada wielki i nienazwany żleb, po bokach ograniczony grzędami Wysokiej Suchej Czuby i Goryczkowej Czuby. Żleb ten ma względną wysokość ok. 550 m i wylot po wschodniej stronie Polany pod Jaworem (w odległości ok. 200 m). Zimą schodzą nim lawiny. Są one mniejsze niż w sąsiednim na zachód Wielkim Kondrackim Żlebie, gdyż powierzchnia stoków lawinowych jest tutaj dużo mniejsza, jednak co kilka lat lawiny niszczą ciągle odnawiający się młody las u wylotu żlebu w Dolinie Cichej. Po raz pierwszy przeszedł tym żlebem Władysław Cywiński 20 czerwca 1990 r.
Przez Suche Czuby prowadzi popularny szlak turystyczny. Omija on ich szczyty, trawersując je południowymi stokami, ale dochodzi do samego wcięcia Wysokich Wrótek. Na przełączce tej często odpoczywają turyści.

## Szlaki turystyczne
– odcinek czerwonego szlaku z Kasprowego Wierchu granią główną Tatr przez Goryczkową Czubę i Suche Czuby do Przełęczy pod Kopą Kondracką. Czas przejścia: 1:20 h, z powrotem 1:40 h

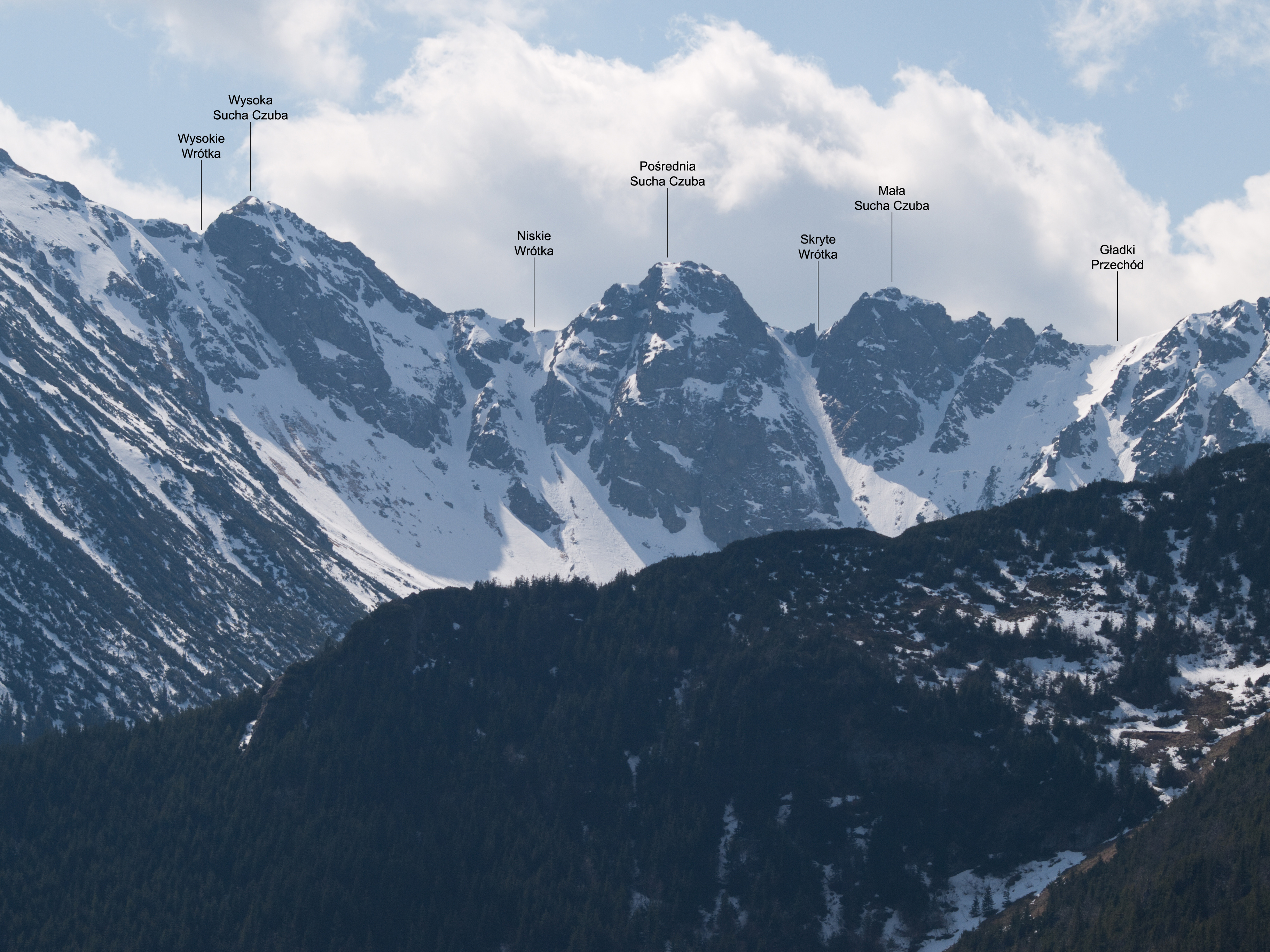
Widok od północnej strony